# Syam
Syam település Franciaországban, Jura megyében. Lakosainak száma 184 fő (2022. január 1.). Syam Bourg-de-Sirod, Chaux-des-Crotenay, Champagnole, Cize, Crans, Les Planches-en-Montagne, Sirod és Le Vaudioux községekkel határos.

## Népesség
A település népessége az elmúlt években az alábbi módon változott:
| Lakosok száma | 243  | 226  | 234  | 215  | 194  | 190  | 189  | 189  | 191  | 184  |
|               | 1968 | 1982 | 1990 | 2006 | 2013 | 2015 | 2017 | 2019 | 2020 | 2022 |